# 私たちの作文 (南日本放送の番組)
私たちの作文（わたしたちのさくぶん）は、MBC南日本放送のMBCラジオで1963年（昭和38年）2月に開始された、毎週土曜日17時25分からの20分枠で放送されているラジオ番組。
1969年（昭和44年）には総務長官賞を受賞。1979年（昭和54年）には、『私たちの作文』の放送活動が日本民間放送連盟賞の放送活動部門において評価され入選を果たした。

## 概要
鹿児島県内の小学生や中学生が書いた作文を、朗読形式で放送。計4名分の作品が読まれ、番組の最後には入賞作品を発表する。
子供たちの自由な着想、豊かな表現力、創造力を養い、子供たちの情操教育、親子の対話の場として開始された。
毎年3月には、放送された作文の中から優秀作品が選ばれるコンクール「MBCラジオ 私たちの作文コンクール」が行われ、最優秀賞である県知事賞1点のほか、優秀賞が数点と学校賞が数校それぞれ選ばれてMBC本社で表彰式が行われ、全ての受賞作文は『私たちの作文』の番組内で数週にわたって本人の朗読で放送される。
放送開始からの応募作品は、1987年（昭和62年）時点で約4万7千点、2003年度末の時点で6万点で、2003年度末の時点で放送された作文の数は2万2千点。
作文の指導を1963年（昭和38年）から1983年（昭和58年）まで担当した副田凱馬は「この番組が県下小・中学生の作文教育に果たした功績は大きい。番組に寄せられた全文の作文は私にとって宝物」と語り、1979年（昭和54年）から担当した三浦定雄も「素直で、のびのびとした作文が多く、放送を聴いた大人からの反響も大きい。子供たちの作文を読むのが楽しみ」と語っている。
開始時には、日曜日を除く毎日17時から放送されていたが、番組を一社提供していた池田製菓が鹿児島地方裁判所に会社更生法の適用を申請したことに伴い、1986年（昭和61年）に提供を降りたため、週1回の放送となった。

## 出演者

### タイトルコール
- 上野知子（南日本放送アナウンサー）

### パーソナリティ、読み手
番組の進行および作文を朗読する担当。
- 豊平有香、末永安佳梨、美坂理恵、上塘百合恵、玉谷愛 ほか南日本放送女性アナウンサー[6]

### 選評者
読まれた作文を各々講評し、その中から入選作品を選定する担当。
- 山田恭久[6][7][8] - 元MBC学園講師で番組内では「山田先生」と呼ばれる。

## テーマ曲
- 「青空はぼくらの世界[注釈 1]」（作曲: 羽田健太郎）